# Burgoon (Ohio)
Burgoon es una villa ubicada en el condado de Sandusky en el estado estadounidense de Ohio. En el Censo de 2010 tenía una población de 172 habitantes y una densidad poblacional de 548,84 personas por km².

## Geografía
Burgoon se encuentra ubicada en las coordenadas 41°16′3″N 83°15′5″O / 41.26750, -83.25139. Según la Oficina del Censo de los Estados Unidos, Burgoon tiene una superficie total de 0.31 km², de la cual 0.31 km² corresponden a tierra firme y (0%) 0 km² es agua.

## Demografía
Según el censo de 2010, había 172 personas residiendo en Burgoon. La densidad de población era de 548,84 hab./km². De los 172 habitantes, Burgoon estaba compuesto por el 95.93% blancos, el 0% eran afroamericanos, el 0.58% eran amerindios, el 0.58% eran asiáticos, el 0% eran isleños del Pacífico, el 2.91% eran de otras razas y el 0% pertenecían a dos o más razas. Del total de la población el 6.98% eran hispanos o latinos de cualquier raza.